# Amálie Mánesová
Amálie Mánesová (ur. 21 stycznia 1817 w Pradze, zm. 3 czerwca 1883 tamże) – czeska malarka.

## Życiorys
Urodziła się 21 stycznia 1817 roku w Pradze. Przyszła na świat w rodzinie artystów: jej ojcem był pejzażysta i grafik Antonín Mánes, a młodszymi braćmi Josef i Quido Mánes. Malarstwa nauczył ją ojciec. Choć chciała tworzyć portrety, jej ojciec uważał, że jest to niestosowna tematyka dla kobiety i nakazał jej skupienie się na pejzażu. Z tego względu na jej twórczość składają się pejzaże i kompozycje kwiatowe i owocowe, często malowane w technice akwareli.

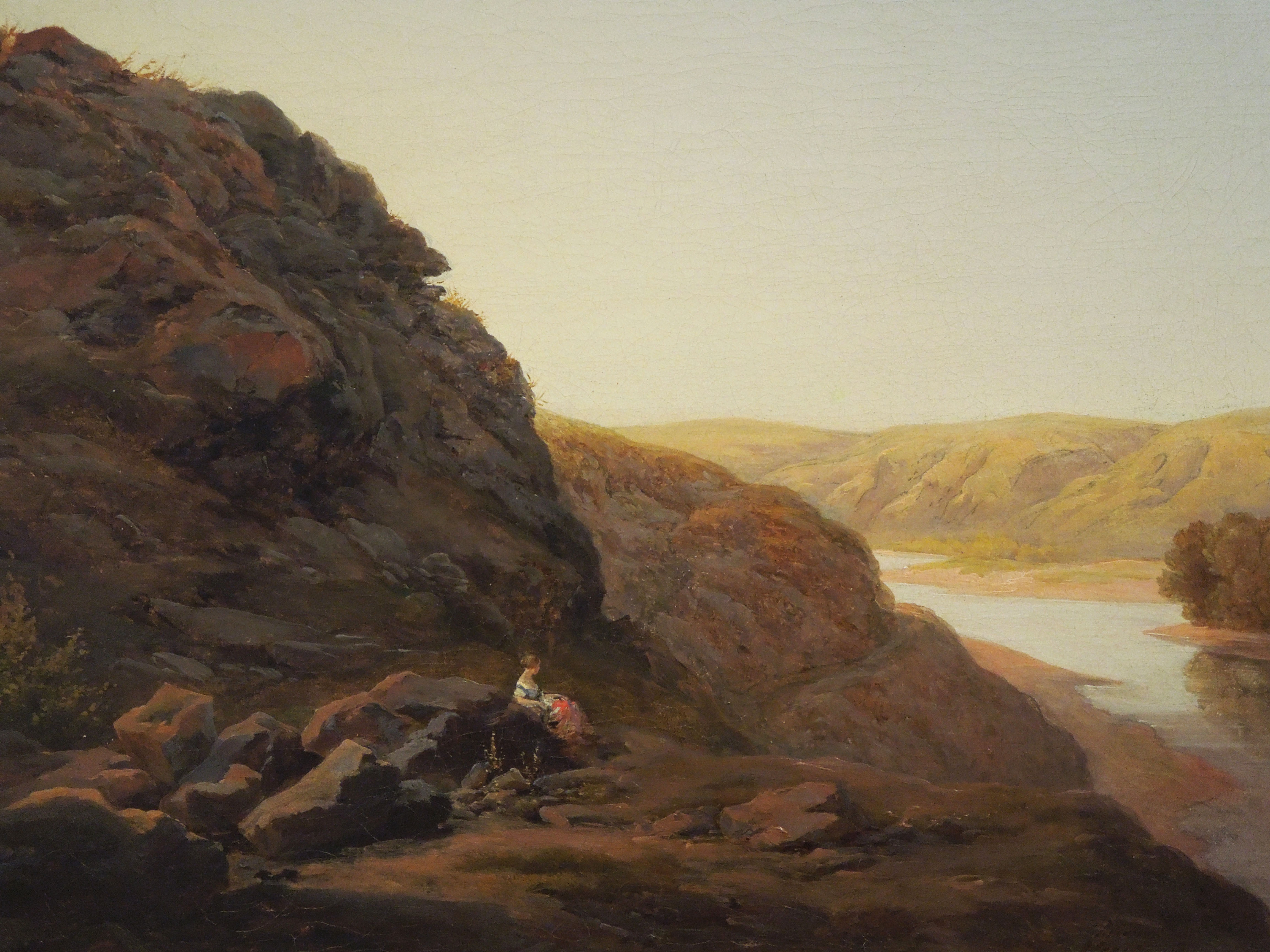
Krajina s postavou, olej na płótnie, 1843

Po śmierci ojca przejęła jego obowiązki rodzinne, dbając o utrzymanie bliskich. Poświęciła się opiece nad braćmi, prowadziła wspólny dom. Przejęła prywatne kursy rysunku dla majętnej szlachty, które założył jej ojciec. Ze względu na rosnące obowiązki nauczycielskie i domowe, zaczęła zaniedbywać własną twórczość. W 1853 roku otworzyła w Pradze, przy ul. Spálenej 75, prywatną szkołę malarstwa dla panien ze szlacheckich i mieszczańskich rodzin, w której kształciła się m.in. Zdenka Braunerová.
Szczyt twórczości osiągnęła w latach 40. i 50. XIX wieku, malując rozległe, liryczne pejzaże. W 1840 roku wyjechała z bratem Josefem do Karkonoszy, by razem malować, a rok później wyruszyła z nim do Drezna. Kilkukrotnie odwiedziła Wiedeń. Towarzyszyła Josefowi także w jego podróżach do Monachium i starała się zdobyć dla niego pomoc finansową, gdy tam przebywał.
Odrzuciła zaręczyny rzeźbiarza Václava Levego, pozostała panną do końca życia.
Zmarła 3 czerwca 1883 roku w Pradze.
Jej prace znajdują się m.in. w zbiorach Galerii Narodowej w Pradze.